# Fédération Luxembourgeoise de Hockey sur Glace
Die Fédération Luxembourgeoise de Hockey sur Glace (FLHG) (Luxemburgischer Eishockeyverband) ist der nationale Eishockeyverband Luxemburgs. 

## Geschichte
Der Verband wurde am 23. März 1912 in die Internationale Eishockey-Föderation aufgenommen. Der Verband gehört zu den IIHF-Vollmitgliedern. Aktueller Präsident ist Rene Ludovicy. 
Der Verband kümmert sich überwiegend um die Durchführung der Spiele der luxemburgischen Eishockeynationalmannschaft sowie der Junioren-Mannschaften. Zudem organisierte der Verband die luxemburgischen Eishockeyliga und den luxemburgischen Eishockeypokal.
Die luxemburgischen Clubs nehmen am Spielbetrieb der umliegenden Länder teil. Stand 2020 sind dies
| Club                 | Land       | Liga                            | Spielstufe |
| -------------------- | ---------- | ------------------------------- | ---------- |
| Tornado Luxembourg   | Frankreich | Division 3, Gruppe B            | IV         |
| IHC Beaufort         | Belgien    | Division 1                      | II         |
| Puckers Luxembourg   | Frankreich | Trophée Fédéral, Conférence Est | V          |
| Puckers Luxembourg 2 | Frankreich | Trophée Fédéral, Conférence Est | V          |